# Liste der Nummer-eins-Hits in den USA (2004)
Dies ist eine Liste der Nummer-eins-Hits in den von Billboard ermittelten Charts in den USA (Hot 100) im Jahr 2004. In diesem Jahr gab es zwölf Nummer-eins-Singles und dreißig Nummer-eins-Alben.

## Singles
| ← 2003 ← | Liste der Nummer-eins-Hits in den USA | Liste der Nummer-eins-Hits in den USA | Liste der Nummer-eins-Hits in den USA | 2005 →                    |
| \| Zeitraum \| Wo. ges. \| Interpret \| Titel Autor(en) \| Zusätzliche Informationen \| \| (Zeitraum, Wochen auf Platz eins, Interpret, Titel, Autor[en], zusätzliche Informationen) \| \| \| \| \| \| ----------------------------------------------------------------------------------------- \| -------- \| ------------------------------------ \| -------------------------------------------------------------------------------------------------------------------------------------------- \| ------------------------- \| \| 13. Dezember 2003 – 13. Februar 2004 9 Wochen (insgesamt 9) \| 9 \| OutKast \| Hey Ya![1] André 3000 \| – \| \| 14. Februar 2004 – 20. Februar 2004 1 Woche (insgesamt 1) \| 1 \| OutKast feat. Sleepy Brown \| The Way You Move[2] Big Boi, Carl-Mo, Sleepy Brown \| – \| \| 21. Februar 2004 – 27. Februar 2004 1 Woche (insgesamt 1) \| 1 \| Twista feat. Kanye West & Jamie Foxx \| Slow Jamz[3] C. C. Mitchell, Kanye West, Burt Bacharach, Hal David \| – \| \| 28. Februar 2004 – 21. Mai 2004 12 Wochen (insgesamt 12) \| 12 \| Usher feat. Ludacris & Lil Jon \| Yeah![4] Usher, Lil Jon, Sean Garrett, Patrick „J. Que“ Smith, Ludacris, Robert McDowell, James Phillips, LaMarquis Jefferson, Taylor Bryant \| – \| \| 22. Mai 2004 – 9. Juli 2004 7 Wochen (insgesamt 8) \| 8 \| Usher \| Burn[5] Usher Raymond, Jermaine Dupri, Bryan-Michael Cox \| – \| \| 10. Juli 2004 – 16. Juli 2004 1 Woche (insgesamt 1) \| 1 \| Fantasia \| I Believe[6] Louis Biancaniello, Tamyra Gray, Sam Watters \| – \| \| 17. Juli 2004 – 23. Juli 2004 1 Woche (insgesamt 8) \| 8 \| Usher \| Burn Usher Raymond, Jermaine Dupri, Bryan-Michael Cox \| – \| \| 24. Juli 2004 – 6. August 2004 2 Wochen (insgesamt 2) \| 2 \| Usher \| Confessions Part II[7] Usher Raymond, Jermaine Dupri, Bryan-Michael Cox \| – \| \| 7. August 2004 – 20. August 2004 2 Wochen (insgesamt 2) \| 2 \| Juvenile feat. Soulja Slim \| Slow Motion[8] Terius Gray, James Tapp, Jr. \| – \| \| 21. August 2004 – 10. September 2004 3 Wochen (insgesamt 3) \| 3 \| Terror Squad feat. Fat Joe & Remy Ma \| Lean Back[9] Joseph Cartagena, Scott Storch, Reminisce Smith \| – \| \| 11. September 2004 – 29. Oktober 2004 7 Wochen (insgesamt 7) \| 7 \| Ciara feat. Petey Pablo \| Goodies[10] Ciara Harris, Sean Garrett, LaMarquis Jefferson, Craig Love, Zachary Wallace, Jonathan „Lil Jon“ Smith \| – \| \| 30. Oktober 2004 – 10. Dezember 2004 6 Wochen (insgesamt 6) \| 6 \| Usher & Alicia Keys \| My Boo[11] Usher Raymond, Alicia Keys, Jermaine Dupri, Adonis Shropshire, Manuel Seal, Jr. \| – \| \| 11. Dezember 2004 – 31. Dezember 2004 3 Wochen (insgesamt 3) \| 3 \| Snoop Dogg feat. Pharrell \| Drop It Like It’s Hot[12] Chad Hugo, Calvin Broadus, Pharrell Williams, Tim Stahl, John Guldberg \| – \| |                                       |                                       | |                           |
| ← 2003 |                                       |                                       | | → 2005 →                  |
| Zeitraum | Wo. ges.                              | Interpret                             | Titel Autor(en) | Zusätzliche Informationen |
| (Zeitraum, Wochen auf Platz eins, Interpret, Titel, Autor[en], zusätzliche Informationen) |                                       |                                       | |                           |
| 13. Dezember 2003 – 13. Februar 2004 9 Wochen (insgesamt 9) | 9                                     | OutKast                               | Hey Ya! André 3000 | –                         |
| 14. Februar 2004 – 20. Februar 2004 1 Woche (insgesamt 1) | 1                                     | OutKast feat. Sleepy Brown            | The Way You Move Big Boi, Carl-Mo, Sleepy Brown                                                                                           | –                         |
| 21. Februar 2004 – 27. Februar 2004 1 Woche (insgesamt 1) | 1                                     | Twista feat. Kanye West & Jamie Foxx  | Slow Jamz C. C. Mitchell, Kanye West, Burt Bacharach, Hal David                                                                           | –                         |
| 28. Februar 2004 – 21. Mai 2004 12 Wochen (insgesamt 12) | 12                                    | Usher feat. Ludacris & Lil Jon        | Yeah! Usher, Lil Jon, Sean Garrett, Patrick „J. Que“ Smith, Ludacris, Robert McDowell, James Phillips, LaMarquis Jefferson, Taylor Bryant | –                         |
| 22. Mai 2004 – 9. Juli 2004 7 Wochen (insgesamt 8) | 8                                     | Usher                                 | Burn Usher Raymond, Jermaine Dupri, Bryan-Michael Cox                                                                                     | –                         |
| 10. Juli 2004 – 16. Juli 2004 1 Woche (insgesamt 1) | 1                                     | Fantasia                              | I Believe Louis Biancaniello, Tamyra Gray, Sam Watters                                                                                    | –                         |
| 17. Juli 2004 – 23. Juli 2004 1 Woche (insgesamt 8) | 8                                     | Usher                                 | Burn Usher Raymond, Jermaine Dupri, Bryan-Michael Cox                                                                                     | –                         |
| 24. Juli 2004 – 6. August 2004 2 Wochen (insgesamt 2) | 2                                     | Usher                                 | Confessions Part II Usher Raymond, Jermaine Dupri, Bryan-Michael Cox                                                                      | –                         |
| 7. August 2004 – 20. August 2004 2 Wochen (insgesamt 2) | 2                                     | Juvenile feat. Soulja Slim            | Slow Motion Terius Gray, James Tapp, Jr.                                                                                                  | –                         |
| 21. August 2004 – 10. September 2004 3 Wochen (insgesamt 3) | 3                                     | Terror Squad feat. Fat Joe & Remy Ma  | Lean Back Joseph Cartagena, Scott Storch, Reminisce Smith                                                                                 | –                         |
| 11. September 2004 – 29. Oktober 2004 7 Wochen (insgesamt 7) | 7                                     | Ciara feat. Petey Pablo               | Goodies Ciara Harris, Sean Garrett, LaMarquis Jefferson, Craig Love, Zachary Wallace, Jonathan „Lil Jon“ Smith                            | –                         |
| 30. Oktober 2004 – 10. Dezember 2004 6 Wochen (insgesamt 6) | 6                                     | Usher & Alicia Keys                   | My Boo Usher Raymond, Alicia Keys, Jermaine Dupri, Adonis Shropshire, Manuel Seal, Jr.                                                    | –                         |
| 11. Dezember 2004 – 31. Dezember 2004 3 Wochen (insgesamt 3) | 3                                     | Snoop Dogg feat. Pharrell             | Drop It Like It’s Hot Chad Hugo, Calvin Broadus, Pharrell Williams, Tim Stahl, John Guldberg                                              | –                         |

## Alben
| ← 2003 ← | Liste der Nummer-eins-Alben in den USA | Liste der Nummer-eins-Alben in den USA | Liste der Nummer-eins-Alben in den USA            | 2005 →                    |
| \| Zeitraum \| Wo. ges. \| Interpret \| Titel \| Zusätzliche Informationen \| \| (Zeitraum, Wochen auf Platz eins, Interpret, Titel, zusätzliche Informationen) \| \| \| \| \| \| ------------------------------------------------------------------------------ \| -------- \| ------------------- \| ----------------------------------------------------- \| ------------------------- \| \| 27. Dezember 2003 – 2. Januar 2004 1 Woche (insgesamt 1) \| 1 \| Ruben Studdard \| Soulful[13] \| – \| \| 3. Januar 2004 – 9. Januar 2004 1 Woche (insgesamt 2) \| 2 \| Alicia Keys \| The Diary of Alicia Keys[14] \| – \| \| 10. Januar 2004 – 23. Januar 2004 2 Wochen (insgesamt 7) \| 7 \| OutKast \| Speakerboxxx/The Love Below[15] \| – \| \| 24. Januar 2004 – 30. Januar 2004 1 Woche (insgesamt 1) \| 1 \| Josh Groban \| Closer[16] \| – \| \| 31. Januar 2004 – 13. Februar 2004 2 Wochen (insgesamt 7) \| 7 \| OutKast \| Speakerboxxx/The Love Below \| – \| \| 14. Februar 2004 – 20. Februar 2004 1 Woche (insgesamt 1) \| 1 \| Twista \| Kamikaze[17] \| – \| \| 21. Februar 2004 – 27. Februar 2004 1 Woche (insgesamt 1) \| 1 \| Kenny Chesney \| When the Sun Goes Down[18] \| – \| \| 28. Februar 2004 – 9. April 2004 6 Wochen (insgesamt 6) \| 6 \| Norah Jones \| Feels Like Home[19] \| – \| \| 10. April 2004 – 14. Mai 2004 5 Wochen (insgesamt 9) \| 9 \| Usher \| Confessions[20] \| – \| \| 15. Mai 2004 – 21. Mai 2004 1 Woche (insgesamt 1) \| 1 \| D12 \| D12 World[21] \| – \| \| 22. Mai 2004 – 11. Juni 2004 3 Wochen (insgesamt 9) \| 9 \| Usher \| Confessions \| – \| \| 12. Juni 2004 – 18. Juni 2004 1 Woche (insgesamt 1) \| 1 \| Avril Lavigne \| Under My Skin[22] \| – \| \| 19. Juni 2004 – 25. Juni 2004 1 Woche (insgesamt 9) \| 9 \| Usher \| Confessions \| – \| \| 26. Juni 2004 – 2. Juli 2004 1 Woche (insgesamt 1) \| 1 \| Velvet Revolver \| Contraband[23] \| – \| \| 3. Juli 2004 – 9. Juli 2004 1 Woche (insgesamt 1) \| 1 \| Beastie Boys \| To the 5 Boroughs[24] \| – \| \| 10. Juli 2004 – 16. Juli 2004 1 Woche (insgesamt 1) \| 1 \| Jadakiss \| Kiss of Death[25] \| – \| \| 17. Juli 2004 – 30. Juli 2004 2 Wochen (insgesamt 2) \| 2 \| Lloyd Banks \| The Hunger for More[26] \| – \| \| 31. Juli 2004 – 6. August 2004 1 Woche (insgesamt 1) \| 1 \| Jimmy Buffett \| License to Chill[27] \| – \| \| 7. August 2004 – 13. August 2004 1 Woche (insgesamt 1) \| 1 \| Ashlee Simpson \| Autobiography[28] \| – \| \| 14. August 2004 – 20. August 2004 1 Woche (insgesamt 1) \| 1 \| Various Artists \| Now That’s What I Call Music! 16[29] \| – \| \| 21. August 2004 – 3. September 2004 2 Wochen (insgesamt 3) \| 3 \| Ashlee Simpson \| Autobiography \| – \| \| 4. September 2004 – 10. September 2004 1 Woche (insgesamt 2) \| 2 \| Various Artists \| Now That’s What I Call Music! 16 \| – \| \| 11. September 2004 – 24. September 2004 2 Wochen (insgesamt 2) \| 2 \| Tim McGraw \| Live Like You Were Dying[30] \| – \| \| 25. September 2004 – 1. Oktober 2004 1 Woche (insgesamt 1) \| 1 \| Alan Jackson \| What I Do[31] \| – \| \| 2. Oktober 2004 – 8. Oktober 2004 1 Woche (insgesamt 1) \| 1 \| Nelly \| Suit[32] \| – \| \| 9. Oktober 2004 – 15. Oktober 2004 1 Woche (insgesamt 1) \| 1 \| Green Day \| American Idiot[33] \| – \| \| 16. Oktober 2004 – 22. Oktober 2004 1 Woche (insgesamt 1) \| 1 \| Rascal Flatts \| Feels Like Today[34] \| – \| \| 23. Oktober 2004 – 5. November 2004 2 Wochen (insgesamt 2) \| 2 \| George Strait \| 50 Number Ones[35] \| – \| \| 6. Oktober 2004 – 12. November 2004 5 Wochen (insgesamt 1) \| 1 \| Rod Stewart \| Stardust: The Great American Songbook, Volume III[36] \| – \| \| 13. November 2004 – 19. November 2004 1 Woche (insgesamt 1) \| 1 \| R. Kelly & Jay-Z \| Unfinished Business[37] \| – \| \| 20. November 2004 – 26. November 2004 1 Woche (insgesamt 1) \| 1 \| Various Artists \| Now That’s What I Call Music! 17[38] \| – \| \| 27. November 2004 – 10. Dezember 2004 2 Wochen (insgesamt 2) \| 2 \| Eminem \| Encore[39] \| – \| \| 11. Dezember 2004 – 17. Dezember 2004 1 Woche (insgesamt 1) \| 1 \| U2 \| How to Dismantle an Atomic Bomb[40] \| – \| \| 18. Dezember 2004 – 24. Dezember 2004 1 Woche (insgesamt 1) \| 1 \| Jay-Z / Linkin Park \| Collision Course[41] \| – \| \| 25. Dezember 2004 – 31. Dezember 2004 1 Woche (insgesamt 1) \| 1 \| Ludacris \| The Red Light District[42] \| – \| |                                        |                                        |                                                   |                           |
| ← 2003 |                                        |                                        |                                                   | → 2005 →                  |
| Zeitraum | Wo. ges.                               | Interpret                              | Titel                                             | Zusätzliche Informationen |
| (Zeitraum, Wochen auf Platz eins, Interpret, Titel, zusätzliche Informationen) |                                        |                                        |                                                   |                           |
| 27. Dezember 2003 – 2. Januar 2004 1 Woche (insgesamt 1) | 1                                      | Ruben Studdard                         | Soulful                                           | –                         |
| 3. Januar 2004 – 9. Januar 2004 1 Woche (insgesamt 2) | 2                                      | Alicia Keys                            | The Diary of Alicia Keys                          | –                         |
| 10. Januar 2004 – 23. Januar 2004 2 Wochen (insgesamt 7) | 7                                      | OutKast                                | Speakerboxxx/The Love Below                       | –                         |
| 24. Januar 2004 – 30. Januar 2004 1 Woche (insgesamt 1) | 1                                      | Josh Groban                            | Closer                                            | –                         |
| 31. Januar 2004 – 13. Februar 2004 2 Wochen (insgesamt 7) | 7                                      | OutKast                                | Speakerboxxx/The Love Below                       | –                         |
| 14. Februar 2004 – 20. Februar 2004 1 Woche (insgesamt 1) | 1                                      | Twista                                 | Kamikaze                                          | –                         |
| 21. Februar 2004 – 27. Februar 2004 1 Woche (insgesamt 1) | 1                                      | Kenny Chesney                          | When the Sun Goes Down                            | –                         |
| 28. Februar 2004 – 9. April 2004 6 Wochen (insgesamt 6) | 6                                      | Norah Jones                            | Feels Like Home                                   | –                         |
| 10. April 2004 – 14. Mai 2004 5 Wochen (insgesamt 9) | 9                                      | Usher                                  | Confessions                                       | –                         |
| 15. Mai 2004 – 21. Mai 2004 1 Woche (insgesamt 1) | 1                                      | D12                                    | D12 World                                         | –                         |
| 22. Mai 2004 – 11. Juni 2004 3 Wochen (insgesamt 9) | 9                                      | Usher                                  | Confessions                                       | –                         |
| 12. Juni 2004 – 18. Juni 2004 1 Woche (insgesamt 1) | 1                                      | Avril Lavigne                          | Under My Skin                                     | –                         |
| 19. Juni 2004 – 25. Juni 2004 1 Woche (insgesamt 9) | 9                                      | Usher                                  | Confessions                                       | –                         |
| 26. Juni 2004 – 2. Juli 2004 1 Woche (insgesamt 1) | 1                                      | Velvet Revolver                        | Contraband                                        | –                         |
| 3. Juli 2004 – 9. Juli 2004 1 Woche (insgesamt 1) | 1                                      | Beastie Boys                           | To the 5 Boroughs                                 | –                         |
| 10. Juli 2004 – 16. Juli 2004 1 Woche (insgesamt 1) | 1                                      | Jadakiss                               | Kiss of Death                                     | –                         |
| 17. Juli 2004 – 30. Juli 2004 2 Wochen (insgesamt 2) | 2                                      | Lloyd Banks                            | The Hunger for More                               | –                         |
| 31. Juli 2004 – 6. August 2004 1 Woche (insgesamt 1) | 1                                      | Jimmy Buffett                          | License to Chill                                  | –                         |
| 7. August 2004 – 13. August 2004 1 Woche (insgesamt 1) | 1                                      | Ashlee Simpson                         | Autobiography                                     | –                         |
| 14. August 2004 – 20. August 2004 1 Woche (insgesamt 1) | 1                                      | Various Artists                        | Now That’s What I Call Music! 16                  | –                         |
| 21. August 2004 – 3. September 2004 2 Wochen (insgesamt 3) | 3                                      | Ashlee Simpson                         | Autobiography                                     | –                         |
| 4. September 2004 – 10. September 2004 1 Woche (insgesamt 2) | 2                                      | Various Artists                        | Now That’s What I Call Music! 16                  | –                         |
| 11. September 2004 – 24. September 2004 2 Wochen (insgesamt 2) | 2                                      | Tim McGraw                             | Live Like You Were Dying                          | –                         |
| 25. September 2004 – 1. Oktober 2004 1 Woche (insgesamt 1) | 1                                      | Alan Jackson                           | What I Do                                         | –                         |
| 2. Oktober 2004 – 8. Oktober 2004 1 Woche (insgesamt 1) | 1                                      | Nelly                                  | Suit                                              | –                         |
| 9. Oktober 2004 – 15. Oktober 2004 1 Woche (insgesamt 1) | 1                                      | Green Day                              | American Idiot                                    | –                         |
| 16. Oktober 2004 – 22. Oktober 2004 1 Woche (insgesamt 1) | 1                                      | Rascal Flatts                          | Feels Like Today                                  | –                         |
| 23. Oktober 2004 – 5. November 2004 2 Wochen (insgesamt 2) | 2                                      | George Strait                          | 50 Number Ones                                    | –                         |
| 6. Oktober 2004 – 12. November 2004 5 Wochen (insgesamt 1) | 1                                      | Rod Stewart                            | Stardust: The Great American Songbook, Volume III | –                         |
| 13. November 2004 – 19. November 2004 1 Woche (insgesamt 1) | 1                                      | R. Kelly & Jay-Z                       | Unfinished Business                               | –                         |
| 20. November 2004 – 26. November 2004 1 Woche (insgesamt 1) | 1                                      | Various Artists                        | Now That’s What I Call Music! 17                  | –                         |
| 27. November 2004 – 10. Dezember 2004 2 Wochen (insgesamt 2) | 2                                      | Eminem                                 | Encore                                            | –                         |
| 11. Dezember 2004 – 17. Dezember 2004 1 Woche (insgesamt 1) | 1                                      | U2                                     | How to Dismantle an Atomic Bomb                   | –                         |
| 18. Dezember 2004 – 24. Dezember 2004 1 Woche (insgesamt 1) | 1                                      | Jay-Z / Linkin Park                    | Collision Course                                  | –                         |
| 25. Dezember 2004 – 31. Dezember 2004 1 Woche (insgesamt 1) | 1                                      | Ludacris                               | The Red Light District                            | –                         |

## Jahreshitparaden
| ← 2003 ← | Liste der Nummer-eins-Hits in den USA | Liste der Nummer-eins-Hits in den USA    | Liste der Nummer-eins-Hits in den USA | 2005 →   |
| \| Singles \| Position# \| Alben \| \| ------------------------------------------------------------------------------------------------------------------------------------------------------------------------ \| --------- \| ---------------------------------------- \| \| Yeah! Usher feat. Ludacris & Lil Jon Usher, Lil Jon, Sean Garrett, Patrick „J. Que“ Smith, Ludacris, Robert McDowell, James Phillips, LaMarquis Jefferson, Taylor Bryant \| 1 \| Confessions Usher \| \| Burn Usher Usher Raymond, Jermaine Dupri, Bryan-Michael Cox \| 2 \| Speakerboxxx/The Love Below OutKast \| \| If I Ain’t Got You Alicia Keys \| 3 \| Closer Josh Groban \| \| This Love Maroon 5 Adam Levine, Ryan Dusick, Mickey Madden, James Valentine, Jesse Carmichael \| 4 \| Diary of Alicia Keys Alicia Keys \| \| The Way You Move OutKast feat. Sleepy Brown Big Boi, Carl-Mo, Sleepy Brown \| 5 \| Feels Like Home Norah Jones \| \| The Reason Hoobastank Douglas Robb, Dan Estrin, Chris Hesse, Markku Lappalainen \| 6 \| Fallen Evanescence \| \| I Don’t Wanna Know Mario Winans feat. Enya and P. Diddy Mario Winans, Enya, Nicky Ryan, Roma Ryan, Lo Down, Chauncey Hawkins, Erick Sermon, Parrish Smith \| 7 \| Shock’n Y’All Toby Keith \| \| Hey Ya! OutKast André 3000 \| 8 \| In the Zone Britney Spears \| \| Goodies Ciara feat. Petey Pablo Ciara Harris, Sean Garrett, LaMarquis Jefferson, Craig Love, Zachary Wallace, Jonathan „Lil Jon“ Smith \| 9 \| The Very Best of Sheryl Crow Sheryl Crow \| \| Lean Back Terror Squad Joseph Cartagena, Reminisce Smith, Scott Storch \| 10 \| When the Sun Goes Down Kenny Chesney \| |                                       |                                          |                                       |          |
| ← 2003 |                                       |                                          |                                       | → 2005 → |
| Singles | Position#                             | Alben                                    |                                       |          |
| Yeah! Usher feat. Ludacris & Lil Jon Usher, Lil Jon, Sean Garrett, Patrick „J. Que“ Smith, Ludacris, Robert McDowell, James Phillips, LaMarquis Jefferson, Taylor Bryant | 1                                     | Confessions Usher                        |                                       |          |
| Burn Usher Usher Raymond, Jermaine Dupri, Bryan-Michael Cox | 2                                     | Speakerboxxx/The Love Below OutKast      |                                       |          |
| If I Ain’t Got You Alicia Keys | 3                                     | Closer Josh Groban                       |                                       |          |
| This Love Maroon 5 Adam Levine, Ryan Dusick, Mickey Madden, James Valentine, Jesse Carmichael | 4                                     | Diary of Alicia Keys Alicia Keys         |                                       |          |
| The Way You Move OutKast feat. Sleepy Brown Big Boi, Carl-Mo, Sleepy Brown | 5                                     | Feels Like Home Norah Jones              |                                       |          |
| The Reason Hoobastank Douglas Robb, Dan Estrin, Chris Hesse, Markku Lappalainen | 6                                     | Fallen Evanescence                       |                                       |          |
| I Don’t Wanna Know Mario Winans feat. Enya and P. Diddy Mario Winans, Enya, Nicky Ryan, Roma Ryan, Lo Down, Chauncey Hawkins, Erick Sermon, Parrish Smith | 7                                     | Shock’n Y’All Toby Keith                 |                                       |          |
| Hey Ya! OutKast André 3000 | 8                                     | In the Zone Britney Spears               |                                       |          |
| Goodies Ciara feat. Petey Pablo Ciara Harris, Sean Garrett, LaMarquis Jefferson, Craig Love, Zachary Wallace, Jonathan „Lil Jon“ Smith | 9                                     | The Very Best of Sheryl Crow Sheryl Crow |                                       |          |
| Lean Back Terror Squad Joseph Cartagena, Reminisce Smith, Scott Storch | 10                                    | When the Sun Goes Down Kenny Chesney     |                                       |          |